# Halles de Seignelay
Les halles de Seignelay sont situées sur la commune de Seignelay, dans le département de l'Yonne, en France.

## Localisation
Les halles se l’angle de la rue de l’Église et de la rue Gâtelot.

## Description

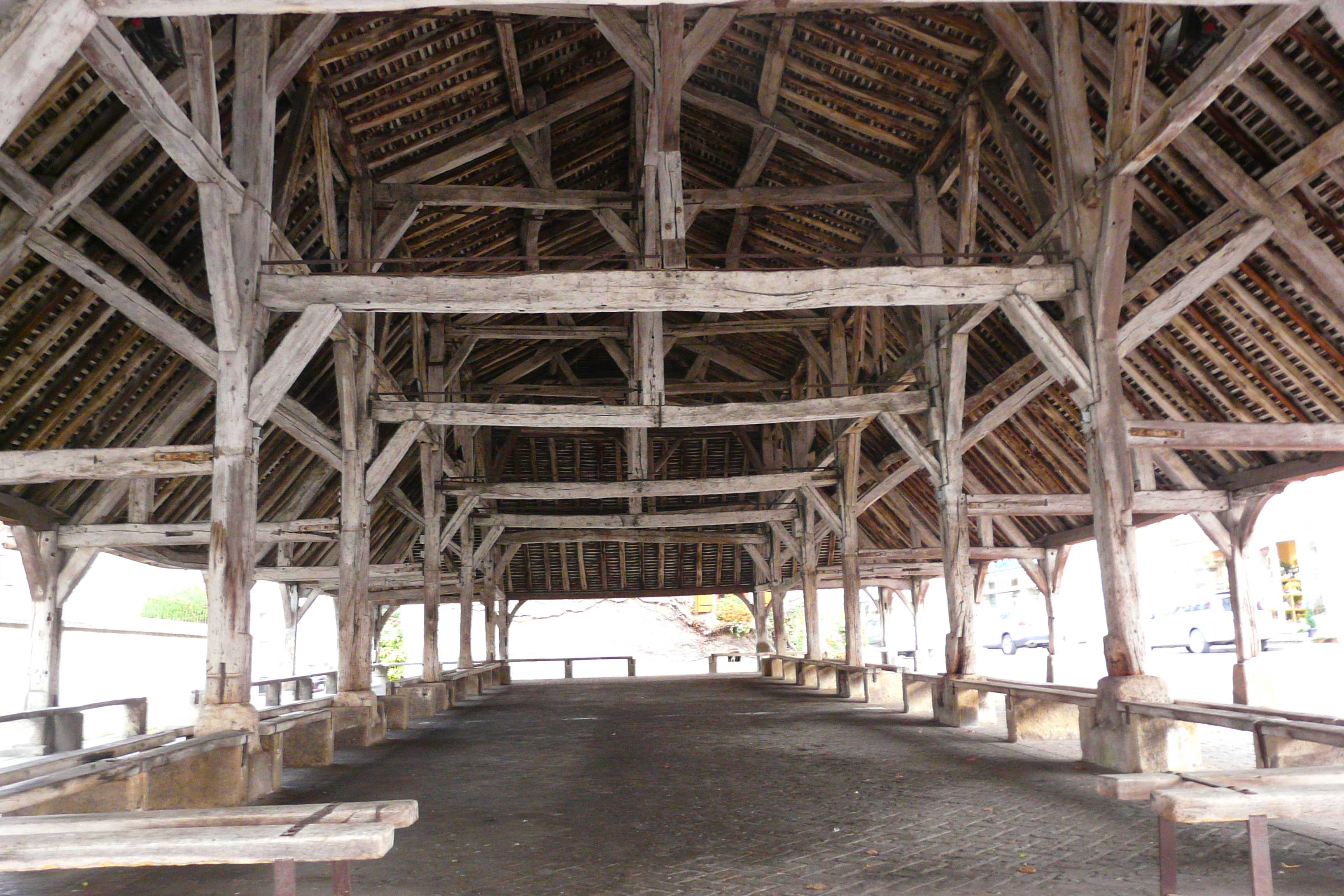
La charpente.

L’édifice rectangulaire de 27 m de long et 13 m de large est divisé en trois nefs et sept travées. L’allée centrale et la travée centrale sont plus larges. On compte sur sa longueur, huit piliers ou poteaux et quatre, dans la largeur, reposant tous sur un soubassement en pierre.
La toiture majestueuse à pans brisés repose sur une charpente en châtaignier.

## Historique
L'édifice date du XVIIe siècle et est classé au titre des monuments historiques par décret du 31 mai 1922.

## Valorisation du patrimoine
Le marché de Seignelay se déroule le samedi en matinée.